# 沈欽
沈欽（しん きん、503年 - 569年）は、南朝陳の外戚。文帝の皇后沈妙容の兄にあたる。本貫は呉興郡武康県。

## 経歴
梁の安前中録事参軍の沈法深の子として生まれた。陳蒨（のちの文帝）の征戦に従軍して、功績により貞威将軍・安州刺史に上った。文帝が即位すると、建城侯の爵位を受け、通直散騎常侍・持節・会稽等九郡諸軍事・明威将軍・会稽郡太守に任じられた。入朝して侍中・左衛将軍・衛尉卿となった。光大年間に尚書右僕射となり、まもなく左僕射に転じた。太建元年（569年）、宣帝が即位すると、雲麾将軍・義興郡太守として出向した。同年のうちに死去した。享年は67。侍中・特進・翊左将軍の位を追贈された。諡は成といった。
子の沈観が後を嗣ぎ、御史中丞に上った。

## 伝記資料
- 『陳書』巻7 列伝第1
- 『南史』巻12 列伝第2